# Omphax particeps
Omphax particeps är en fjärilsart som beskrevs av Louis Beethoven Prout 1932. Omphax particeps ingår i släktet Omphax och familjen mätare. Inga underarter finns listade i Catalogue of Life.